# Chordifex gracilior
Chordifex gracilior är en gräsväxtart som först beskrevs av Ferdinand von Mueller och George Bentham, och fick sitt nu gällande namn av Barbara Gillian Briggs och Lawrence Alexander Sidney Johnson. Chordifex gracilior ingår i släktet Chordifex och familjen Restionaceae. Inga underarter finns listade i Catalogue of Life.